# Campeonato Mundial de Halterofilismo de 2021 - Até 81 kg masculino
A categoria até 81 kg masculino foi um evento do Campeonato Mundial de Halterofilismo de 2021, disputado em Tasquente, no Uzbequistão, entre 11 e 12 de dezembro de 2021. 

## Calendário
Horário local (UTC+5)
| Dia            | Horário | Fase    |
| -------------- | ------- | ------- |
| 11 de dezembro | 13:00   | Grupo C |
| 12 de dezembro | 13:00   | Grupo B |
| 12 de dezembro | 19:00   | Grupo A |

## Medalhistas
| Evento    | Ouro               | Ouro   | Prata                   | Prata  | Bronze                  | Bronze |
| --------- | ------------------ | ------ | ----------------------- | ------ | ----------------------- | ------ |
| Arranque  | Marin Robu (MDA)   | 168 kg | Karlos Nasar (BUL)      | 166 kg | Mirmostafa Javadi (IRI) | 163 kg |
| Arremesso | Karlos Nasar (BUL) | 208 kg | Mirmostafa Javadi (IRI) | 204 kg | Kim Woo-jae (KOR)       | 196 kg |
| Total     | Karlos Nasar (BUL) | 374 kg | Mirmostafa Javadi (IRI) | 367 kg | Marin Robu (MDA)        | 363 kg |

## Recordes
Antes desta competição, o recorde mundial da prova era o seguinte:
| Recorde         | Tipo      | Atleta           | Peso   | Local     | Data                   |
| Recorde Mundial | Arranque  | Li Dayin (CHN)   | 175 kg | Tasquente | 21 de abril de 2021    |
| Recorde Mundial | Arremesso | Lü Xiaojun (CHN) | 207 kg | Pattaya   | 22 de setembro de 2021 |
| Recorde Mundial | Total     | Lü Xiaojun (CHN) | 378 kg | Pattaya   | 22 de setembro de 2021 |

Os seguintes novos recordes foram estabelecidos durante esta competição.
| Arremesso | 208 kg | Karlos Nasar (BUL) | Recorde mundial |

## Resultado
Os resultados foram os seguintes. 
| Pos.              | Atleta                           | Grupo | Arranque (kg) | Arranque (kg) | Arranque (kg) | Arranque (kg)     | Arremesso (kg) | Arremesso (kg) | Arremesso (kg) | Arremesso (kg)    | Total |
| Pos.              | Atleta                           | Grupo | 1             | 2             | 3             | Resultado         | 1              | 2              | 3              | Resultado         | Total |
| ----------------- | -------------------------------- | ----- | ------------- | ------------- | ------------- | ----------------- | -------------- | -------------- | -------------- | ----------------- | ----- |
| Medalha de ouro   | Karlos Nasar (BUL)               | A     | 163           | 166           | 169           | Medalha de prata  | 200            | 205            | 208            | Medalha de ouro   | 374   |
| Medalha de prata  | Mirmostafa Javadi (IRI)          | A     | 155           | 159           | 163           | Medalha de bronze | 193            | 198            | 204            | Medalha de prata  | 367   |
| Medalha de bronze | Marin Robu (MDA)                 | A     | 161           | 165           | 168           | Medalha de ouro   | 190            | 195            | 198            | 5                 | 363   |
| 4                 | Kim Woo-jae (KOR)                | A     | 159           | 162           | 164           | 4                 | 191            | 196            | 202            | Medalha de bronze | 358   |
| 5                 | Brayan Rodallegas (COL)          | A     | 158           | 158           | 162           | 5                 | 191            | 195            | 200            | 6                 | 357   |
| 6                 | Viacheslav Iarkin (FRH)          | A     | 155           | 160           | 163           | 8                 | 188            | 193            | 196            | 4                 | 356   |
| 7                 | Şatlyk Şöhradow (TKM)            | A     | 157           | 161           | 164           | 6                 | 190            | 190            | 194            | 9                 | 351   |
| 8                 | Rafik Harutyunyan (ARM)          | A     | 153           | 158           | 161           | 9                 | 191            | 196            | 201            | 8                 | 349   |
| 9                 | Mukhammadkodir Toshtemirov (UZB) | A     | 157           | 162           | 164           | 10                | 180            | 192            | 192            | 7                 | 349   |
| 10                | Andrés Mata (ESP)                | B     | 150           | 154           | 155           | 12                | 182            | 186            | 189            | 10                | 344   |
| 11                | Nonthaphat Thaneewan (THA)       | B     | 149           | 154           | 156           | 11                | 181            | 184            | 187            | 11                | 343   |
| 12                | Iván Escudero (ECU)              | B     | 143           | 147           | 150           | 14                | 177            | 180            | —              | 12                | 327   |
| 13                | Ajay Singh (IND)                 | C     | 138           | 143           | 147           | 13                | 167            | 167            | 175            | 16                | 322   |
| 14                | Natthawut Suepsuan (THA)         | B     | 145           | 148           | 148           | 15                | 176            | 180            | 180            | 14                | 321   |
| 15                | Kyle Bruce (AUS)                 | B     | 140           | 140           | 145           | 17                | 175            | 176            | 183            | 15                | 316   |
| 16                | Seán Brown (IRL)                 | B     | 139           | 140           | 140           | 18                | 166            | 171            | 175            | 17                | 311   |
| 17                | Chinthana Vidanage (SRI)         | C     | 127           | 132           | 134           | 19                | 160            | 166            | 170            | 18                | 300   |
| 18                | Michel Ngongang (CMR)            | C     | 127           | 130           | 130           | 21                | 157            | 162            | 166            | 19                | 289   |
| 19                | Amar Musić (CRO)                 | C     | 125           | 130           | 130           | 20                | 150            | 155            | 155            | 20                | 285   |
| 20                | Goran Ćetković (CRO)             | C     | 115           | 120           | 126           | 24                | 145            | 145            | 151            | 21                | 271   |
| 21                | Omarie Mears (JAM)               | C     | 115           | 120           | 125           | 22                | 140            | 141            | 145            | 23                | 266   |
| 22                | Vincentas Skirka (LTU)           | C     | 115           | 120           | 123           | 23                | 136            | 141            | 143            | 22                | 263   |
| 23                | Anton Micallef (MLT)             | C     | 114           | 114           | 114           | 26                | 136            | 141            | 142            | 24                | 250   |
| 24                | ‪Maurice Oduor (KEN)              | C     | 105           | 110           | 114           | 25                | 135            | 135            | 142            | 25                | 249   |
| 25                | Geoffrey Oduor (KEN)             | C     | 90            | 90            | 95            | 27                | 120            | 125            | 126            | 26                | 215   |
| —                 | Mohamed Ehab (EGY)               | A     | 160           | 164           | 164           | 7                 | —              | —              | —              | —                 | —     |
| —                 | Hsieh Meng-en (TPE)              | B     | 140           | 145           | 150           | 16                | 180            | 180            | 180            | —                 | —     |
| —                 | Vitalii Smochek (UKR)            | B     | 146           | 146           | 146           | —                 | 175            | 180            | 180            | 13                | —     |
| —                 | Morteza Biglari (IRI)            | B     | 146           | 146           | 146           | —                 | —              | —              | —              | —                 | —     |